# Marcellite Garner
Pour les articles homonymes, voir Garner.
Marcellite Garner puis Marcellite Wall (3 juillet 1910, Redlands, Californie - 26 juillet 1993) est une actrice spécialisée dans le doublage essentiellement connue pour avoir été la voix anglophone de Minnie Mouse.

## Biographie
À l'origine elle avait été engagée aux Studios Disney dans le service encrage et peinture.
Elle commença sa carrière d'actrice à 18 ans avec le film Plane Crazy ressorti en version sonore le 17 mars 1929. Pour le premier dessin animé parlant de Mickey Mouse, c'était Walt Disney qui faisait les voix de Mickey et de Minnie. Ensuite il laissa la place à Marcellite jusqu'en février 1939, date à laquelle elle est remplacée par Thelma Boardman.
Elle est la mère de l'organiste Bob Ralston (en), personnalité régulièrement présente dans le "Lawrence Welk Show (en)".

## Filmographie
- 1929 : Bal de campagne (The Barn Dance) : Minnie Mouse
- 1929 : Mickey laboureur (The Plowboy) : Minnie Mouse
- 1929 : The Karnival Kid : Minnie Mouse
- 1929 : La Locomotive de Mickey (Mickey's Choo-Choo) : Minnie Mouse
- 1929 : Les Vagues sauvages (Wild Waves) : Minnie Mouse
- 1929 : Mickey's Follies : Minnie Mouse
- 1930 : Qui s'y frotte s'y pique (court-métrage) (The Cactus Kid) : Minnie Mouse
- 1930 : Combattants du feu (The Fire Fighters) : Minnie Mouse
- 1930 : La Fête joyeuse (The Shindig) : Minnie Mouse, Clarabelle Cow
- 1930 : Gare au gorille (The Gorilla Mystery) : Minnie Mouse
- 1930 : Le Pique-nique (The Picnic) : Minnie Mouse
- 1930 : Pioneer Days : Minnie Mouse
- 1931 : Le Goûter d'anniversaire (The Birthday Party) : Minnie Mouse
- 1931 : Mickey et les Embouteillages (Traffic Troubles) : Minnie Mouse
- 1931 : The Delivery Boy : Minnie Mouse
- 1931 : Mickey Steps Out : Minnie Mouse
- 1931 : Blue Rhythm : Minnie Mouse
- 1931 : The Barnyard Broadcast : Minnie Mouse
- 1931 : The Beach Party : Minnie Mouse
- 1931 : Mickey Cuts Up : Minnie Mouse
- 1931 : Mickey's Orphans : Minnie Mouse
- 1932 : The Grocery Boy : Minnie Mouse
- 1932 : Olympiques rustiques (Barnyard Olympics) : Minnie Mouse
- 1932 : Mickey au théâtre (Mickey's Revue) : Minnie Mouse
- 1932 : Le Fermier musicien (Musical Farmer) : Minnie Mouse
- 1932 : Mickey in Arabia : Minnie Mouse
- 1932 : Le Cauchemar de Mickey (Mickey's Nightmare) : Minnie Mouse
- 1932 : Le Roi Neptune non créditée : Mermaids
- 1932 : The Whoopee Party : Minnie Mouse
- 1932 : Mickey et le Canari (The Wayward Canary) : Minnie Mouse
- 1932 : Mickey au Grand Nord (The Klondike Kid) : Minnie Mouse
- 1933 : Bâtissons (Building a Building) : Minnie Mouse
- 1933 : Mickey et son ami Pluto (Mickey's Pal Pluto) : Minnie Mouse
- 1933 : Mickey's Mellerdrammer : Minnie Mouse
- 1933 : Mickey au Moyen Âge (Ye Olden Days) non créditée : Minnie Mouse
- 1933 : Mickey postier du ciel (The Mail Pilot) : Minnie Mouse
- 1933 : Mickey mécano (Mickey's Mechanical Man) : Minnie Mouse
- 1933 : Mickey's Gala Premier : Minnie Mouse
- 1933 : Le Premier Amour (Puppy Love) : Minnie Mouse
- 1933 : The Steeple Chase (The Steeplechase) : Minnie Mouse
- 1933 : The Pet Store : Minnie Mouse
- 1933 : Giantland : Minnie Mouse
- 1934 : Marin malgré lui (Shanghaied) : Minnie Mouse
- 1934 : Camping Out : Minnie Mouse
- 1934 : Le Rouleau-compresseur de Mickey (Mickey's Steamroller)  : Minnie Mouse
- 1934 : Mickey tireur d'élite (Two-Gun Mickey) : Minnie Mouse
- 1935 : Mickey patine (On Ice) non créditée : Minnie Mouse
- 1936 : Le Rival de Mickey (Mickey's Rival) : Minnie Mouse
- 1936 : Le Cirque de Mickey (Mickey's Circus) : Minnie Mouse
- 1937 : Vacances à Hawaï (Hawaiian Holiday) : Minnie Mouse
- 1938 : Constructeurs de bateau (Boat Builders) : Minnie Mouse
- 1938 : Le Brave Petit Tailleur (Brave Little Tailor) : Minnie Mouse
- 1939 : La Surprise-partie de Mickey (Mickey's Surprise Party) : Minnie Mouse